# Governor's Cup Lagos
Il Governor's Cup Lagos è un torneo professionistico di tennis giocato su campi in cemento. Fa parte dell'ITF Men's Circuit e ITF Women's Circuit. Si gioca annualmente a Lagos in Nigeria.

## Albo d'oro

### Singolare maschile
| Anno     | Campione            | Finalista             | Punteggio        |
| -------- | ------------------- | --------------------- | ---------------- |
| 2008     | Kamil Capkovic      | Ilya Belyaev          | 6-3, 6-2         |
| 2008 (2) | Kamil Capkovic      | Divij Sharan          | 6-4, 4-6, 6-4    |
| 2009     | Reda El Amrani      | Boy Westerhof         | 6-3, 6-3         |
| 2009 (2) | Reda El Amrani      | Gilad Ben Zvi         | 6-3, 6-3         |
| 2010     | Amir Weintraub      | Karan Rastogi         | 2-6, 6-4, 7-5    |
| 2010 (2) | Karan Rastogi       | Raven Klaasen         | 6-2, 6(4)–7, 7-5 |
| 2011     | Yuki Bhambri        | Ruan Roelofse         | 7-5 7-5          |
| 2011 (2) | Kamil Čapkovič      | Vijayant Malik        | 6–2, 7–5         |
| 2012     | Enrique Lopez-Perez | Sherif Sabry          | 7–5, 1–6, 6–4    |
| 2012 (2) | Enrique Lopez-Perez | Ruan Roelofse         | 6–0, 6–4         |
| 2013     | Borna Ćorić         | Ante Pavić            | 6–4, 6–3         |
| 2013 (2) | Ante Pavić          | Jeevan Nedunchezhiyan | 6–4, 6–3         |

### Doppio maschile
| Anno     | Campioni                              | Finalisti                           | Punteggio              |
| -------- | ------------------------------------- | ----------------------------------- | ---------------------- |
| 2008     | Rohan Gajjar Divij Sharan             | Pavel Chekhov Pavel Katliarov       | 7–6(6), 6(2)–7, [10-7] |
| 2008 (2) | Kamil Capkovic Boy Westerhof          | Ilya Belyaev Sergej Krotjuk         | 6-3, 7–6(2)            |
| 2009     | Reda El Amrani Anas Fattar            | Komlavi Loglo Valentin Sanon        | 6-4, 3-6, [10-3]       |
| 2009 (2) | John-Paul Fruttero Catalin-Ionut Gard | Komlavi Loglo Valentin Sanon        | 6-1, 7–6(3)            |
| 2010     | Amir Weintraub Boy Westerhof          | Niels Desein Laurent Rochette       | walkover               |
| 2010 (2) | Amir Weintraub Boy Westerhof          | Raven Klaasen Ruan Roelofse         | 5-7, 6-4, [10-6]       |
| 2011     | Yuki Bhambri Ranjeet Virali-Murugesan | Karan Rastogi Vishnu Vardhan        | 6-2 7-5                |
| 2011 (2) | Paterne Mamata Vaja Uzakov            | Abdul-Mumin Babalola Daouda Ndiaye  | 7–5, 3–6, [10–6]       |
| 2012     | Kamil Čapkovič Ruan Roelofse          | Alessandro Bega Enrique Lopez-Perez | 6–4, 6–2               |
| 2012 (2) | Kamil Čapkovič Ruan Roelofse          | Alessandro Bega Enrique Lopez-Perez | 6–1, 6–2               |
| 2013     | Ante Pavić Ruan Roelofse              | Borna Ćorić Dino Marcan             | 7–6(7–3), 6–2          |
| 2013 (2) | Ante Pavić Ruan Roelofse              | Borna Ćorić Dino Marcan             | 7–5, 6–3               |

### Singolare femminile
| Anno     | Campione        | Finalista        | Punteggio             |
| -------- | --------------- | ---------------- | --------------------- |
| 2011     | Elina Svitolina | Donna Vekić      | 6–4, 6–3              |
| 2011 (2) | Tamaryn Hendler | Donna Vekić      | 6–4, 7–5              |
| 2012     | Cristina Dinu   | Chanel Simmonds  | 7–5, 4–6, 6–4         |
| 2012 (2) | Cristina Dinu   | Conny Perrin     | 6–3, 6–3              |
| 2013     | Tadeja Majerič  | Dalila Jakupovič | 7–5, 7–5              |
| 2013 (2) | Gioia Barbieri  | Nina Bratčikova  | 3–6, 6–3, 3–0, ritiro |

### Doppio femminile
| Anno     | Campioni                         | Finalisti                             | Punteggio             |
| -------- | -------------------------------- | ------------------------------------- | --------------------- |
| 2011     | Nina Bratčikova Melanie Klaffner | Tadeja Majerič Aleksandrina Najdenova | 7–5, 5–7, [10–6]      |
| 2011 (2) | Melanie Klaffner Agnes Szatmari  | Danka Kovinić Elina Svitolina         | 6–0, 6–7(1–7), [10–5] |
| 2012     | Conny Perrin Chanel Simmonds     | Nina Bratčikova Margarita Lazareva    | 6–1, 6–1              |
| 2012 (2) | Conny Perrin Chanel Simmonds     | Lu Jiajing Lu Jiaxiang                | 6–2, 3–6, [10–7]      |
| 2013     | Naomi Broady Emily Webley-Smith  | Fatma Al-Nabhani Cristina Dinu        | 3–6, 6–4, [10–7]      |
| 2013 (2) | Fatma Al-Nabhani Gioia Barbieri  | Conny Perrin Chanel Simmonds          | 1–6, 6–4, [10–8]      |